# Afroneta praticola
Afroneta praticola é uma espécie de aranhas da família Linyphiidae encontradas na Tanzânia. Foi descrita pela primeira vez em 1968.